# Dirección General de Protección Civil y Emergencias

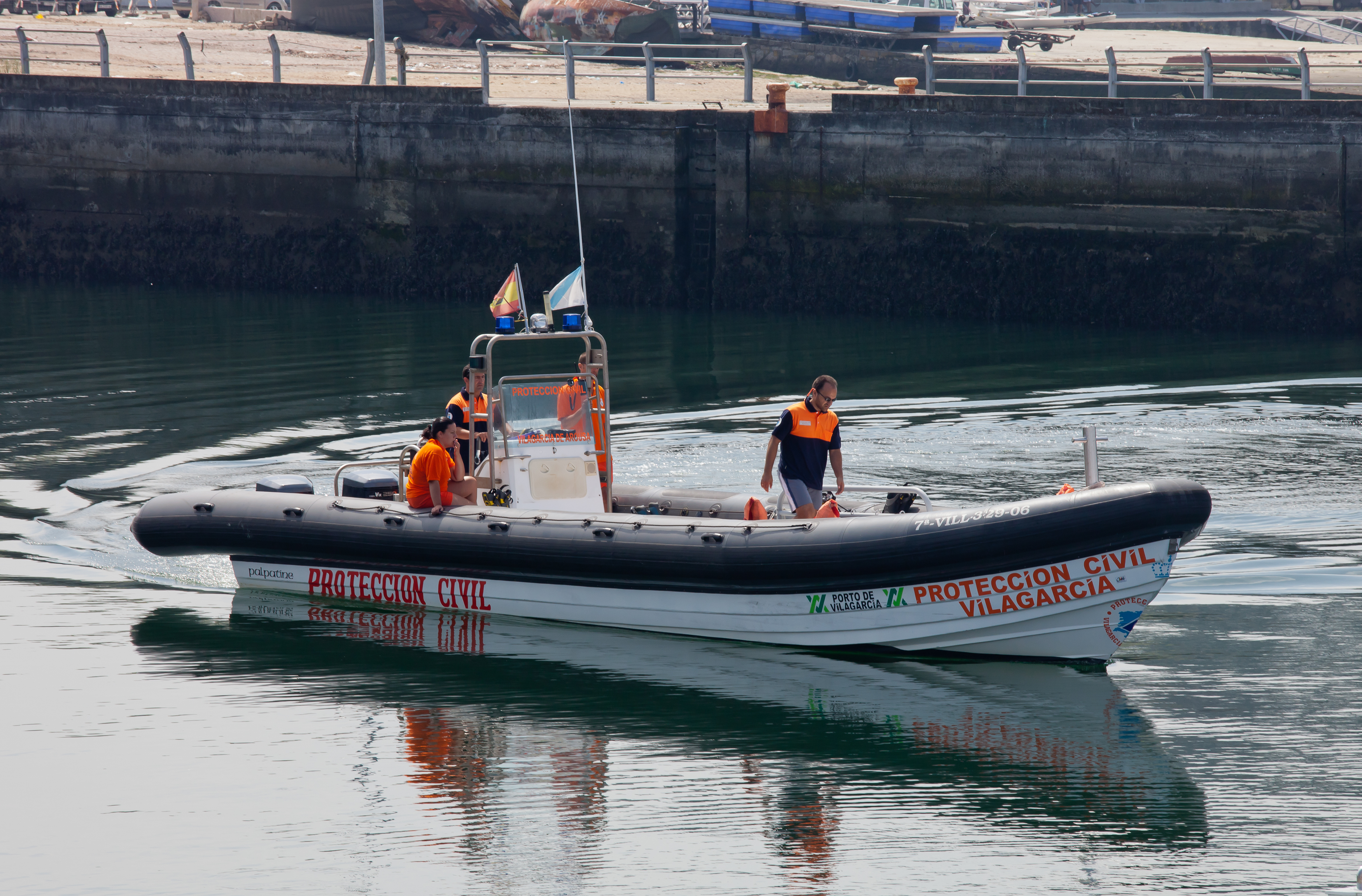
Embarcación de Protección Civil

La Dirección General de Protección Civil y Emergencias (DGPCE) de España es el órgano directivo del Ministerio del Interior, adscrito a la Subsecretaría, responsable de dar impulso, planificar y coordinar a los distintos actores que participan en el ámbito de la Protección Civil, tanto nacionales como internacionales.

## Historia
Las primeras medidas en torno a la protección civil en España se tomaron en 1941 cuando se creó la Jefatura Nacional de Defensa Pasiva y del Territorio para la protección de la población y de los recursos y riquezas del país. Esta Jefatura dependía directamente de la Presidencia del Gobierno y estaba encabezada por un oficial general del Ejército de Tierra.
Sin embargo, el verdadero origen de este órgano directivo se encuentra casi dos décadas más tarde, en mayo de 1960. Este año se reformó suprimió la Jefatura y se creó una Dirección General de Protección Civil con el objetivo principal de crear un órgano con la misma denominación que se utilizaba en el ámbito internacional. Sus funciones, dependencia presidencial y carácter militar se mantuvo intacto. Con esta reforma se empezaron a crear delegaciones en cada provincia, presididas por los gobernadores civiles. De estas dependían a su vez las delegaciones locales presididas por los alcaldes.
En 1967, la dirección general fue relegada a subdirección general e integrada en la Dirección General de la Guardia Civil, que ya desde 1943 poseía algunos servicios destinados a estas funciones. De este modo, las funciones en protección civil quedaban adscritas al ámbito del Ministerio de la Gobernación. El decreto de 1968 estructuraba y otorgaba competencias a la subdirección, basándose en las ya existentes de la dirección general. Además, desarrollaba y reglamentaba los diversos servicios, mantenía el servicio en toda su extensión, garantizaba la difusión de los medios, reforzaba la cooperación con la Guardia Civil y respetaba el carácter municipal y provincial tradicionalmente reconocido para la lucha contra emergencias. Desde 1976 la subdirección general pasó a depender de la Dirección General de Política Interior.
Ya en 1980, bajo el mandato del ministro Juan José Rosón, se potencia el sistema de protección civil con la creación de un órgano colegiado para coordinar la acción del resto de departamentos, administraciones y organismos tanto públicos como privados. Este órgano era la Comisión Nacional de Protección Civil. Asimismo, se recuperaba la Dirección General de Protección Civil estructurada mediante una secretaría general y los servicios de información, coordinación operativa y movilización. Los gobernadores civiles asumían la coordinación y dirección provincial de la protección civil. El 14 de septiembre de 1981 se creó el distintivo de protección civil.
En julio de 1982 se aprobó una nueva estructura con base en dos subdirecciones generales: una de Estudios y Organización para la realización de estudios, de la formación y perfeccionamiento de personal profesional y voluntario, así como asumir la secretaría de la Comisión Nacional y preparar la legislación; y una subdirección general de Operaciones para la intervención operativa y simulacros. En enero de 1985 se aprobó la primera Ley de Protección Civil. En 1999 se integró al Consejo de Seguridad Nuclear en la Comisión Nacional de Protección Civil.
Fue en 2004 cuando se añadió el término «Emergencias» a la denominación del órgano directivo. En 2015 se aprobó una nueva Ley del Sistema Nacional de Protección Civil, que derogó a la de 1985.

## Estructura
Para llevar a cabo sus funciones la dirección general posee los siguientes órganos:

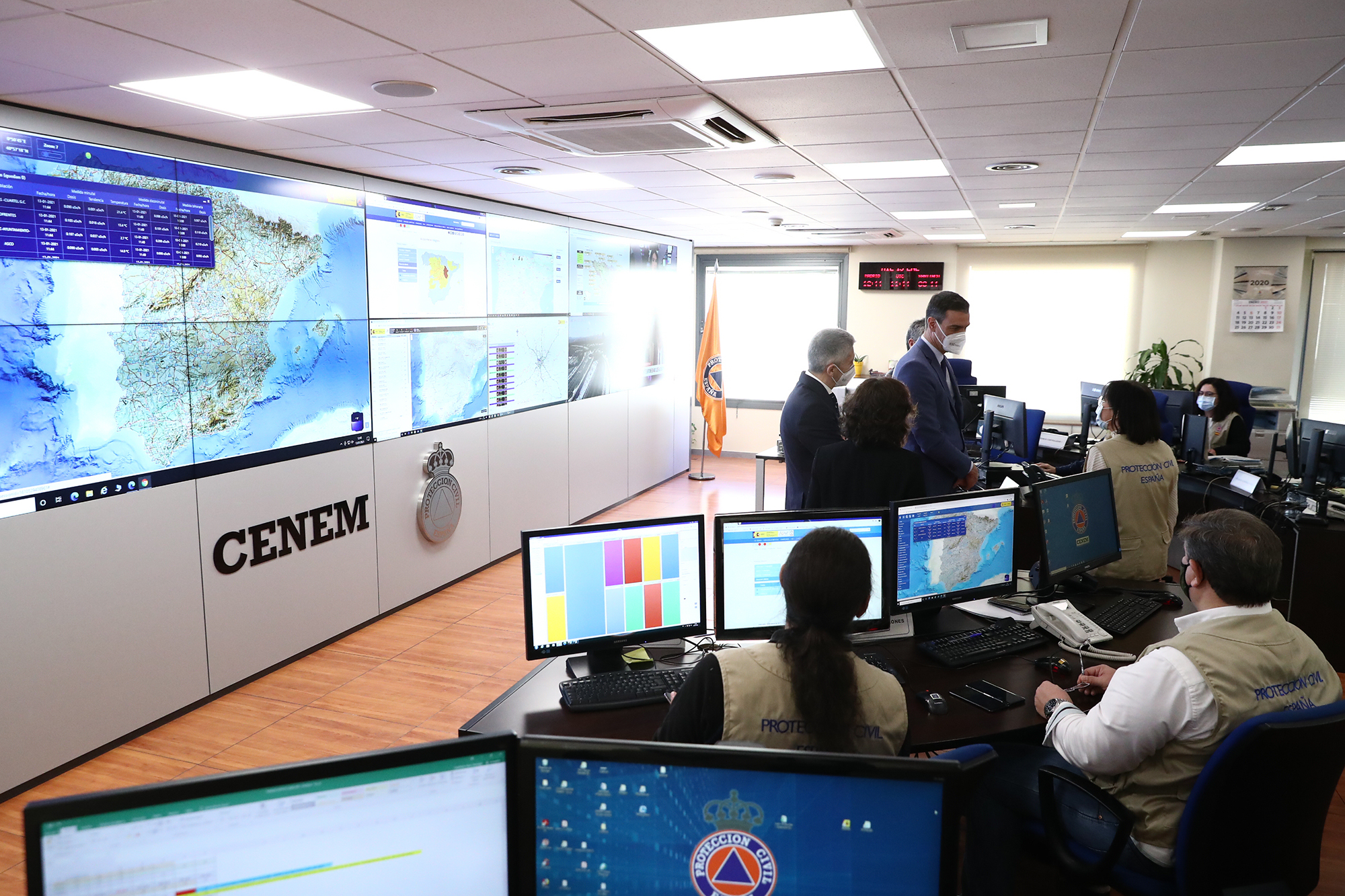
Interior de la sede del Centro Nacional de Seguimiento y Coordinación de Emergencias (CENEM).

- Interior de la sede del Centro Nacional de Seguimiento y Coordinación de Emergencias (CENEM).La Subdirección General de Prevención, Planificación y Emergencias, responsable de la preparación de planes estatales de protección civil o cuya competencia tenga atribuida por la normativa vigente; la realización de estudios relativos a análisis de riesgos, así como proyectos piloto de carácter preventivo que permitan fundamentar planes de prevención de emergencias y catástrofes; informar y, en su caso, someter a evaluación del impacto sobre los riesgos de emergencia de protección civil los estudios técnicos preceptivos, relativos a centros, establecimientos y dependencias que vayan a desarrollar actividades que puedan originar emergencias de protección civil, y cuyo permiso o autorización de actividad corresponda a un órgano de la Administración General del Estado (AGE); el desarrollo de estudios y programas de información a la población, así como la promoción de la autoprotección ciudadana y corporativa, y de fomento de la participación social en las actividades de protección civil y emergencias, así como de programas de educación para la prevención en centros escolares; el desarrollo de investigación y estudios sobre aspectos sociológicos, jurídicos, económicos y otros relevantes para las actividades de protección civil y emergencias; la organización y mantenimiento del Centro Nacional de Seguimiento y Coordinación de Emergencias, de la Red de Alerta Nacional, de la Red Nacional de Información, de las redes propias de comunicación para emergencias y de otras infraestructuras destinadas a facilitar la gestión operativa en emergencias; actuar como Centro de Coordinación Operativo en Emergencias de Interés Nacional, así como punto de contacto nacional con el Mecanismo Europeo de Protección Civil; realizar el seguimiento de las situaciones de emergencia de protección civil y, en su caso, solicitar la movilización de recursos extraordinarios, incluida la Unidad Militar de Emergencias, así como coordinar las acciones de la AGE en las situaciones de emergencia que lo requieran; elaborar y divulgar periódicamente estadísticas y datos sobre emergencias en el ámbito de las competencias del Departamento; y organizar ejercicios y simulacros para la implantación y mantenimiento de los planes estatales de protección civil o cuya competencia tenga atribuida por la normativa vigente y, en general, para el mantenimiento de la operatividad del Sistema Nacional de Protección Civil.
  - En esta subdirección se integra el Centro Europeo de Investigación Social de Situaciones de Emergencias (CEISE).
- La Subdirección General de Gestión de Recursos y Subvenciones, que desempeña las funciones de confección, ejecución y seguimiento de los presupuestos de protección civil; estudio y, en su caso, la propuesta de la declaración de zona afectada gravemente por una emergencia de protección civil y la tramitación de subvenciones para la atención de necesidades derivadas de dicha declaración, así como la tramitación de ayudas de carácter paliativo para atender necesidades derivadas de otros siniestros y catástrofes y la preparación de la normativa correspondiente; tramitación de subvenciones y ayudas que faciliten la implantación de los planes de protección civil de carácter estatal o el desarrollo de actividades de interés para la protección civil en ese mismo ámbito y la preparación de la normativa correspondiente; y de gestión administrativa necesaria para la contratación de obras, estudios y servicios y para la adquisición de bienes.
- La Subdirección General de Formación y Relaciones Institucionales, a la que corresponde la coordinación de la formación del personal del Sistema Nacional de Protección Civil y su orientación hacia el desarrollo de la competencia técnica necesaria para dar respuestas rápidas, coordinadas y eficientes a las emergencias; la coordinación de las relaciones con las Unidades de Protección Civil de las Delegaciones y Subdelegaciones del Gobierno, y con los órganos competentes en materia de protección civil de las comunidades autónomas y de las administraciones locales, así como la organización y la llevanza de la Secretaría del Consejo Nacional de Protección Civil, de su Comisión Permanente y de sus comisiones técnicas y grupos de trabajo; el mantenimiento de relaciones técnicas con organismos homólogos de otros países, especialmente de la Unión Europea, del Mediterráneo y de Iberoamérica, y la participación en las reuniones de los organismos internacionales con competencias en protección civil y emergencias, así como en las comisiones y grupos de trabajo constituidos en el seno de la Unión Europea; y la organización y mantenimiento de un fondo documental especializado que permita la máxima difusión de la información.
  - En esta subdirección se integra la Escuela Nacional de Protección Civil.

## Lista de directores generales
| N.º | Nombre                                 | Mandato                  | Mandato                  |
| N.º | Nombre                                 | Inicio                   | Final                    |
| --- | -------------------------------------- | ------------------------ | ------------------------ |
| 1   | Ramón Pardo de Santayana y Suárez      | 9 de mayo de 1960        | 18 de mayo de 1967       |
| 2   | Ramón de Meer Pardo                    | 18 de mayo de 1967       | 6 de diciembre de 1967   |
| 3   | Federico Gallo Lacarcel                | 28 de julio de 1980      | 4 de septiembre de 1982  |
| 4   | Ezequiel Jaquete Molinero              | 4 de septiembre de 1982  | 8 de diciembre de 1982   |
| 5   | Antonio Figueruelo Almazán             | 8 de diciembre de 1982   | 30 de noviembre de 1987  |
| 6   | Antonio Martínez Ovejero               | 30 de noviembre de 1987  | 3 de septiembre de 1988  |
| 7   | Pilar Brabo                            | 3 de septiembre de 1988  | 31 de julio de 1993      |
| 8   | Francisco Cruz de Castro               | 31 de julio de 1993      | 1 de junio de 1996       |
| 9   | Juan San Nicolás Santamaría            | 1 de junio de 1996       | 8 de mayo de 2004        |
| 10  | Celia Abenza Rojo                      | 8 de mayo de 2004        | 12 de septiembre de 2006 |
| 11  | Francisco Javier Velázquez López       | 12 de septiembre de 2006 | 22 de abril de 2008      |
| 12  | Pilar Gallego Berruezo                 | 1 de mayo de 2008        | 16 de julio de 2011      |
| 13  | María Victoria Eugenia Sánchez Sánchez | 16 de julio de 2011      | 4 de febrero de 2012     |
| 14  | Juan Antonio Díaz Cruz                 | 4 de febrero de 2012     | 30 de junio de 2018      |
| 15  | Alberto Herrera Rodríguez              | 30 de junio de 2018      | 22 de enero de 2020      |
| 16  | Leonardo Marcos González               | 29 de enero de 2020      | 13 de junio de 2023      |
| 17  | Francisco José Ruiz Boada              | 13 de junio de 2023      | 13 de diciembre de 2023  |
| 18  | Virginia Barcones                      | 13 de diciembre de 2023  |                          |